# Mikołaj Ossoliński (rotmistrz)
Mikołaj Ossoliński herbu  Topór, (ur. po 1497 zm. między 1583-1588)  – rotmistrz, dziedzic części Nieszowy i Ossolina.

## Życiorys
Jego ojciec Prokop Ossoliński, trzeci z synów Andrzeja i Katarzyny z Prawiednik - brat Pawła i Jana. 
Wielki posag wniosła mu żona Dorota Tęczyńska – wnuczka wojewody ruskiego Mikołaja Tęczyńskiego. Z Dorotą Tęczyńską (zm. po 1543)  miał Prokop ośmioro dzieci. Były to córki: Elżbieta Tęczyńska  - wydana za Jana Taszyckiego, Dorota wydana za Piotra Kijańskiego, Barbara wydana za Stanisława Czuryłłę, Zofia wydana za  Mikołaja Lutomirskiego i synowie: do których należał Mikołaj Ossoliński –rotmistrz.
Po ojcu Mikołaj odziedziczył m. Nieszowa i Ossolin, który odsprzedał bratu stryjecznemu Hieronimowi Ossolińskiemu. Większość czasu spędzał na kolejnych wojnach Rzeczypospolitej. Zasłynął   jako "dzielny rotmistrz" i podobnie jak jego stryjeczny brat - Hieronim Ossoliński był kalwinistą. 
Z małżeństwa z Barbarą Strzyżowską Mikołaj pozostawił córkę; Annę wydaną za Krzysztofa Gniewosza i synów Jakuba Ossolińskiego- jezuitę, Hieronima Ossolińskiego (opata Koprzywnickiego i sekretarza królewskiego (w 1602), zm. po 1625), Mikołaja Starszego Ossolińskiego - kasztelana parnawskiego (1641), zm. ok. 1650 i Prokopa Ossolińskiego (starosty nowotarskiego) (1588-1627).  
Poseł na sejm parczewski 1564 roku z województwa lubelskiego.
Był wyznawcą kalwinizmu.